# إرفينغ أشبي
إرفينغ أشبي (بالإنجليزية: Irving Ashby)‏ هو عازف قيثارة جاز وعازف قيثارة أمريكي، ولد في 29 ديسمبر 1920 في سومرفيل في الولايات المتحدة، وتوفي في 22 أبريل 1987 في بيرريس في الولايات المتحدة.

## وصلات خارجية
- إرفينغ أشبي على موقع IMDb (الإنجليزية)
- إرفينغ أشبي على موقع ميوزك برينز (الإنجليزية)
- إرفينغ أشبي على موقع أول ميوزيك (الإنجليزية)
- إرفينغ أشبي على موقع ديسكوغز (الإنجليزية)